# 全米熱帯まぐろ類委員会強化条約
全米熱帯まぐろ類委員会強化条約（ぜんべいねったいまぐろるいいいんかいきょうかじょうやく）は、1949年のアメリカ合衆国とコスタリカ共和国との間の条約によって設置された全米熱帯まぐろ類委員会の強化のための条約の略称。東太平洋におけるマグロ、カツオなどの資源及び持続可能な利用を確保することを目的とした条約。

## 現行の条約
1949年、アメリカ合衆国とコスタリカが全米熱帯まぐろ類委員会の設置に関するアメリカ合衆国とコスタリカ共和国との間の条約（Convention between the United States of America and the Republic of Costa Rica for the Establishment of an Inter-American Tropical Tuna Commission）を締結。当初は、二国間の条約であったが、次第に加盟国が増え、2008年の段階で15ヶ国及び地域が参加している。日本も東太平洋で操業する機会が増えた1970年に加入している。

### 加盟国
アメリカ、コスタリカ、パナマ、フランス、ニカラグア、日本、ベネズエラ、バヌアツ、エクアドル、エルサルバドル、メキシコ、グアテマラ、ペルー、スペイン、大韓民国

### 協力的非加盟国・地域
ベリーズ、中華人民共和国、カナダ、ホンジュラス、クック諸島、欧州連合、台湾

## 新条約の締結
1990年代から、まぐろ類の漁獲量が増加し、より一層の資源管理を行う必要性が生じたことから、2003年6月、グアテマラで現行条約を強化する目的で、全米熱帯まぐろ類委員会強化条約が採択された。新条約では、現行条約では曖昧になっていた規約や適用海域か明確化されている。新条約は、採択された都市名からアンティグア条約とも呼ばれる。新条約は2010年8月27日効力発生。

## 運用
条約で規定されている研究、保護管理の措置は、現行の条約同様、アメリカ合衆国サンディエゴ市ラホヤに拠点をおく、全米熱帯マグロ類委員会（IATTC）が行う見込み。

## 日本のスタンス
- 2008年、第169回国会にて自然承認。